# André Bernardy
Pour les articles homonymes, voir Bernardy.
André Bernardy, né le 9 mars 1901 à Uzès et mort le 24 septembre 1986 à Nîmes est un historien local français.

## Biographie
Issu d'une famille d'Euzet-les-Bains, André Bernardy naît à Uzès le 9 mars 1901 ; il est le fils de l'architecte Valentin Bernardy.
Après le lycée de garçons de Nîmes, il fait ses études à l'Institut électrotechnique et de mécanique appliquée de Toulouse, dont il sort diplômé en 1924, puis part travailler chez L'Énergie industrielle : il se consacre à l'électrification des alentours ruraux du Vigan, d'Alès, puis de Saint-Gaudens. Il est ensuite chef de centre adjoint EDF à Toulouse. 
Après sa retraite, il s'installe à Nîmes puis Saint-Jean-du-Gard, et commence une carrière d'historien local. 
Après avoir sillonné les Cévennes, il en tire un « tableau historique et géographique », puis publie en 1962 un ouvrage sur les sobriquets d'Occitanie. Protestant, il donne aussi, en collaboration avec le pasteur Raoul Lhermet, un « pèlerinage aux sources », Itinéraires protestants dans le Gard et les Cévennes.
Membre de l'Académie de Nîmes de 1961 à sa mort, il la préside en 1968.

## Publications
- Euzet, mon pays : contribution à l'histoire de quelques villages de l'Uzège, Uzès, Péladan, 1958 (BNF 32920118).
- À la recherche de la villa de Tonance Ferréol : la villa galloromaine de Marignargues à Saint-Maurice-de-Cazevieille, Uzès, Péladan, 1960 (BNF 35172042).
- Remontons la Gardonnenque : panorama de la vie rurale à travers l'histoire et le folklore, Uzès, Péladan, 1961 (BNF 32920119).
- Les Sobriquets collectifs : un aspect peu connu du folklore (Gard et pays de langue d'oc) : anecdotes, dictons, légendes, Uzès, Péladan, 1962 (BNF 40200733).
- Visitons : de Nîmes à la Camargue, Uzès, Péladan, 1965 (BNF 32920117).
- Visitons les garrigues : Gard et Ardèche, Nîmes, chez l'auteur, 1969 (BNF 35172294).
- Avec Raoul Lhermet, Itinéraires protestants dans le Gard et les Cévennes, Uzès, Péladan, 1969 (BNF 36264165).
- Heurs et malheurs de l'Académie de Nîmes : les tableaux de l'Académie, Nîmes, Le Castellum, 1977 (BNF 34621032).
- Les artistes gardois de 1820 à 1920 : Peintres, sculpteurs, architectes, Uzès, impr. Ateliers Henri Peladan / FeniXX (1re éd. 1980), 205 p., 22 cm (ISBN 2-402-24181-0 et 978-2-402-24181-6, OCLC 489743639, BNF 36601965, SUDOC 005846617, présentation en ligne, lire en ligne ).

## Prix
- Prix Ozenne de l'Académie des sciences, inscriptions et belles-lettres de Toulouse (1959)[1].
- Médaille du Club cévenol 1967[3].